# Zagłębie Lubin
Zagłębie Lubin Spółka Akcyjna er en polsk fodboldklub. Klubben blev grundlagt i 1946 og har sin base i Lubin (hovedstaden i voivodskabet Nedre Schlesien). Hjemmebanen er Stadion Zagłębia Lubin.

## Titler
- Polsk Liga (2): 1990-91, 2006-07
- Polsk Super Cuppen (1): 2007

## Kendte spillere
- Marcin Adamski
- Jarosław Bako
- Piotr Czachowski
- Enkeleid Dobi
- Mirosław Dreszer
- Maciej Iwański
- Radosław Kałużny
- Mariusz Lewandowski
- Sławomir Majak
- Adam Matysek
- Ilijan Micanski
- Andrzej Niedzielan
- Krzysztof Ostrowski
- Mariusz Piekarski
- Łukasz Piszczek
- Jerzy Podbrożny
- Nerijus Radžius
- Jero Shakpoke
- Kamil Wilczek
- Tomasz Wisio
- Dariusz Żuraw

## Førsteholdstruppen

### Nuværende spillertrup 2016/17
Liste over Lech's A-trup:
| Målmænd                                           | Forsvarsspillere | Midtbanespillere | Angribere                                                 |
| ------------------------------------------------- | --- | --- | --------------------------------------------------------- |
| - Konrad Forenc - Dominik Hładun - Martin Polaček | - Đorđe Čotra - Maciej Dąbrowski - Daniel Dziwniel - Ľubomír Guldan - Jarosław Jach - Sebastian Madera - Aleksandar Todorovski | - Filip Jagiełło - Łukasz Janoszka - Krzysztof Janus - Jarosław Kubicki - Patryk Mucha - Łukasz Piątek - Adrian Rakowski - Filip Starzyński - Jakub Tosik - Ján Vlasko - Arkadiusz Woźniak - Paweł Żyra | - Michal Papadopulos - Krzysztof Piątek - Artur Siemaszko |